# Gabriela Enache
Gabriela Enache (* 27. Dezember 1974) ist eine rumänische Fußballnationalspielerin.
Enache kam für die rumänische Frauenauswahl in den Weltmeisterschafts-Qualifikationen 2003 und 2007 mehrmals zum Einsatz. Bekannt wurde sie als erste Torschützenkönigin 2001/02 im UEFA Women’s Cup für den moldauischen Klub FC Codru Anenii Noi.